# Beilschmiedia madagascariensis
Beilschmiedia madagascariensis är en lagerväxtart som först beskrevs av Henri Ernest Baillon, och fick sitt nu gällande namn av André Joseph Guillaume Henri Kostermans. Beilschmiedia madagascariensis ingår i släktet Beilschmiedia och familjen lagerväxter. Inga underarter finns listade i Catalogue of Life.